# Пандов, Кирил
Кирил Борисов Пандов (болг. Кирил Борисов Пандов; род. 3 мая 1943, Ксанти) — болгарский боксёр, представитель тяжёлой и полутяжёлой весовых категорий. Выступал за сборную Болгарии по боксу в период 1961—1971 годов, серебряный и бронзовый призёр чемпионатов Европы, победитель и призёр многих турниров международного значения, участник двух летних Олимпийских игр.

## Биография
Кирил Пандов родился 3 мая 1943 года в греческом городе Ксанти, оккупированном болгарской армией в годы Второй мировой войны.
Первого серьёзного успеха на взрослом международном уровне добился в сезоне 1961 года, когда вошёл в состав болгарской национальной сборной и одержал победу на чемпионате Балкан в Бухаресте. Год спустя на аналогичных соревнованиях в Софии стал серебряным призёром, получил бронзу на чемпионате полицейских в Польше, выиграл домашний международный турнир «Странджа». На чемпионате армий социалистических стран взял серебро, уступив в решающем финальном поединке советскому боксёру Андрею Абрамову.
В 1963 году выступил на чемпионате Европы в Москве, но попасть здесь в число призёров не смог — в четвертьфинале полутяжёлой весовой категории техническим нокаутом проиграл поляку Збигневу Петшиковскому.
Благодаря череде удачных выступлений удостоился права защищать честь страны на летних Олимпийских играх 1964 года в Токио, однако уже в стартовом поединке категории свыше 81 кг со счётом 0:5 потерпел поражение от румына Василе Мурьюцана и сразу же выбыл из борьбы за медали.
В 1965 году стал серебряным призёром европейского первенства в Восточном Берлине, уступив в финале тяжёлого веса советскому боксёру Александру Изосимову. Одержал победу на турнире «Странджа», принял участие в двух матчевых встречах со сборной ГДР.
На чемпионате Балкан 1966 года в Белграде одолел всех оппонентов и завоевал золотую медаль.
В 1967 году на чемпионате Европы в Риме выиграл бронзовую медаль, на стадии полуфиналов был остановлен итальянцем Марио Баруцци.
Находясь в числе лидеров боксёрской команды Болгарии, Пандов прошёл отбор на Олимпийские игры 1968 года в Мехико — на сей раз прошёл одного соперника по турнирной сетке, тогда как во втором четвертьфинальном бою со счётом 0:5 потерпел поражение от итальянца Джорджо Бамбини.
После второй в своей карьере Олимпиады Кирил Панков ещё в течение некоторого времени оставался в основном составе болгарской национальной сборной и продолжал принимать участие в крупнейших международных турнирах. Так, в 1969 году он стал чемпионом Болгарии в тяжёлом весе, выиграл турнир «Странджа», добавил в послужной список серебряную награду, полученную на европейском первенстве в Бухаресте, уступив в финале румыну Йону Алексе.
На чемпионате Болгарии 1970 года вновь был лучшим в зачёте тяжёлой весовой категории. Отметился победой на чемпионате Балкан в Варне.
В 1971 году представлял страну на чемпионате Европы в Мадриде, где на стадии четвертьфиналов был побеждён представителем СССР Владимиром Чернышёвым.